# 篠岡村
篠岡村（しのおかむら）は、かつて愛知県西北部にあった村である。
かつての所在地は、現在の小牧市東部にあたる。1906年（明治39年）7月16日に東春日井郡の4つの村（大草村、大野村、池林村、陶村）が合併し、誕生した。その後1955年（昭和30年）1月1日に同郡の小牧町と味岡村と合併し、廃止された。

## 地理
丘陵地が大半を占めている。大山川と八田川の2つの川が流れているが、主に農業用の水を確保するためのため池が多数建設されている。

## 沿革
- 1906年（明治39年）7月16日 - 4つの村が合併し誕生。
- 1955年（昭和30年）1月1日 - 東春日井郡の小牧町・味岡村と合併。小牧市に。

## 行政

### 歴代村長
- 波多野喜右衛門
- 神戸多賀（1947年4月5日 - 1951年4月4日）
- 稲垣銈次（1951年4月26日 - 1954年12月31日）

## 経済
農業が盛んな地域で、大山川や八田川沿いでは米が主に生産されていた。また丘陵地では、桃やブドウなどが生産されていた。

## 教育
- 篠岡村立篠岡小学校（現・小牧市立篠岡小学校）
- 篠岡村立篠岡中学校（現・小牧市立篠岡中学校）
- 東春高等学校
- 中部短期大学

## 史跡など
- 児神社
- 大久佐八幡宮
- 大草観音寺
- 大山廃寺跡

## 出身著名人
- 波多野喜右衛門（衆議院議員）